# Château de Fressin
Le château de Fressin est un ancien château fort, élevé au début du XVe siècle par Jean V de Créquy et dont il ne subsiste que des ruines, qui se dressent sur la commune de Fressin dans le département du Pas-de-Calais, en région Hauts-de-France.

## Situation
Les ruines du château de Fressin sont situées dans le département français du Pas-de-Calais sur la commune de Fressin.

## Histoire
Le château de Fressin fut édifié au milieu du XVe siècle par Jean V de Créquy, conseiller et chambellan de Philippe Le Bon, qui en avait fait un des premiers chevaliers de l'ordre de la Toison d'or. 
Le château témoigne de l'architecture militaire du quinzième siècle. 
Il se transmet dans la descendance de Jean V de Créquy jusqu'à la Révolution, malgré les vicissitudes de la région qui fut constamment disputée entre la France et la Bourgogne, puis l'Espagne, depuis le début du XVIe siècle jusqu'à la prise d'Hesdin (1639), suivie par le Traité des Pyrénées (1659).
La nouvelle Hesdin est prise et rattachée à la France en 1639. Le marquis de Bellebrune en est le gouverneur avec sous ses ordres le capitaine Balthazar de Fargues. Le marquis de Bellebrune meurt à Paris le 16 février 1658. Balthazar de Fargues demande à le remplacer comme gouverneur mais on lui préfère le comte de Moret, mais il réussit à s'imposer grâce à l'appui de la garnison et du prince de Condé. Faegues réussit à défendre la ville contre les Espagnols et quand l'armée française avec Louis XIV passe devant Hesdin le 19 mai 1658 pour se rendre au siège de Dunkerque, il fait tirer dessus au canon. Craignant une attaque des troupes royales, il fait détruire le château de Fressin ainsi que ceux de Beaurain, de Labroye, de Rollancourt, de Montcavrel.
Le château de Fressin reste aux Créquy jusqu'au cardinal Antoine de Créquy, évêque d'Amiens, mort en 1574. Il passe alors à son neveu Antoine de Blanchefort, à charge pour lui de relever le nom et les armes de Créquy.
Les Blanchefort Créquy se succèdent alors comme seigneurs de Fressin jusqu'à Marguerite de Blanchefort Créquy, morte en 1711, veuve de Charles Belgique Hollande de La Trémoille, 5e duc de Thouars. Sa fille, Marie Armande de La Trémoïlle, épouse en 1696 Emmanuel Théodose de La Tour d'Auvergne, duc de Bouillon. Vendu comme bien national, le château est racheté en 1811 par Françoise Honorine Adélaïde de La Tour d'Auvergne d'Apchier, marquise de Durfort Civrac, dont les enfants le revendent en 1852 au baron Seillère, banquier à Paris.
En 1907, la famille Seillère vend les ruines du château au sénateur Jules Elby, qui y fait procéder à des fouilles en 1923-1924.
Aujourd'hui, le château est ouvert à la visite durant la belle saison, une salle d'exposition évoque les techniques de construction et la vie quotidienne à cette époque. Les souterrains peuvent également être visités.

## Protection
Les ruines, sol et sous-sol, font l’objet d’une inscription au titre des monuments historiques depuis un arrêté du 8 août 1996.

## Description
Le château de Fressin était une véritable forteresse, avec bastions défensifs adaptés à l'artillerie.
Il comportait huit tours cylindriques, dont un donjon, reliées entre elles par des courtines, enserrant une cour rectangulaire.

## Pour approfondir